# Жорже Ортіга
Жо́рже Фере́йра да Ко́шта Орті́га (порт. Jorge Ferreira da Costa Ortiga; 5 березня 1944) — архієпископ Бразький (з 1999). Народився у Фамалікані, Португалія. Священник Бразької архідіоцезії (1967—1987). Випускник Папського Григоріанського університету (1970). Титулярний єпископ Ново-Барбарський і єпископ-помічник Бразький (1987—1999). Голова конференції португальських єпископів (2005—2011).

## Імена
- Жо́рже (порт. Jorge) — португальське ім'я.
- Гео́ргій (лат. Georgius) — латинське ім'я.
- Гео́ргій Бра́зький (лат. Georgius Bracarensis) — латинське ім'я за назвою катедри.

## Біографія
- 5 березня 1944: народився в Бруфе, Віла-Нова-де-Фамалікан, Португалія[1].
- 9 липня 1967: у віці 23 років ординований на священника Бразької архідіоцезії[1].
- 9 листопада 1987: у віці 43 років призначений на посаду єпископа-помічника Бразького і титулярного єпископа Ново-Барбарського[1].
- 3 січня 1988: у віці 43 років ординований на титулярного єпископа Нова-Барбарського[1].
- 5 червня 1999: у віці 55 років призначений на посаду архієпископа Бразького[1].
- 2007, листопад: здійснив візит ad limina до Риму[1].
- 2015, вересень: здійснив візит ad limina до Риму[1].